# Hydriomena roseoolivacea
Hydriomena roseoolivacea là một loài bướm đêm trong họ Geometridae.